# Frederick George Beaumont-Nesbitt
Frederick George Beaumont-Nesbitt, britanski general, * 26. marec 1893, † 14. december 1971.